# (1736) Floirac
(1736) Floirac es un asteroide perteneciente al cinturón de asteroides descubierto por Guy Soulié el 6 de septiembre de 1967 desde el observatorio de Burdeos, Francia.

## Designación y nombre
Floirac fue designado inicialmente como 1967 RA.
Más tarde se nombró por la localidad francesa de Floirac.

## Características orbitales
Floirac orbita a una distancia media del Sol de 2,229 ua, pudiendo alejarse hasta 2,606 ua y acercarse hasta 1,852 ua. Tiene una excentricidad de 0,1691 y una inclinación orbital de 4,549°. Emplea en completar una órbita alrededor del Sol 1215 días.